# Cervià de les Garrigues
Cervià de les Garrigues – gmina w Hiszpanii, w prowincji Lleida, w Katalonii, o powierzchni 34,06 km². W 2011 roku gmina liczyła 746 mieszkańców.